# Museo Arqueológico de Andros
El Museo Arqueológico de Andros es uno de los museos de Grecia. Se encuentra ubicado en la capital de la isla de Andros, en el archipiélago de las Cícladas. 
El edificio del museo fue diseñado por el arquitecto Stamos Papadakis, contó con el patrocinio de la «Fundación Goulandris» y fue inaugurado en 1981.
El museo contiene una colección de objetos procedentes de yacimientos arqueológicos de la isla. Entre ellos se encuentran los de Zagorá, pertenecientes al periodo geométrico; una colección de estatuas de periodos comprendidos entre la época arcaica y la época romana; inscripciones de diversos periodos y obras escultóricas de la época bizantina.

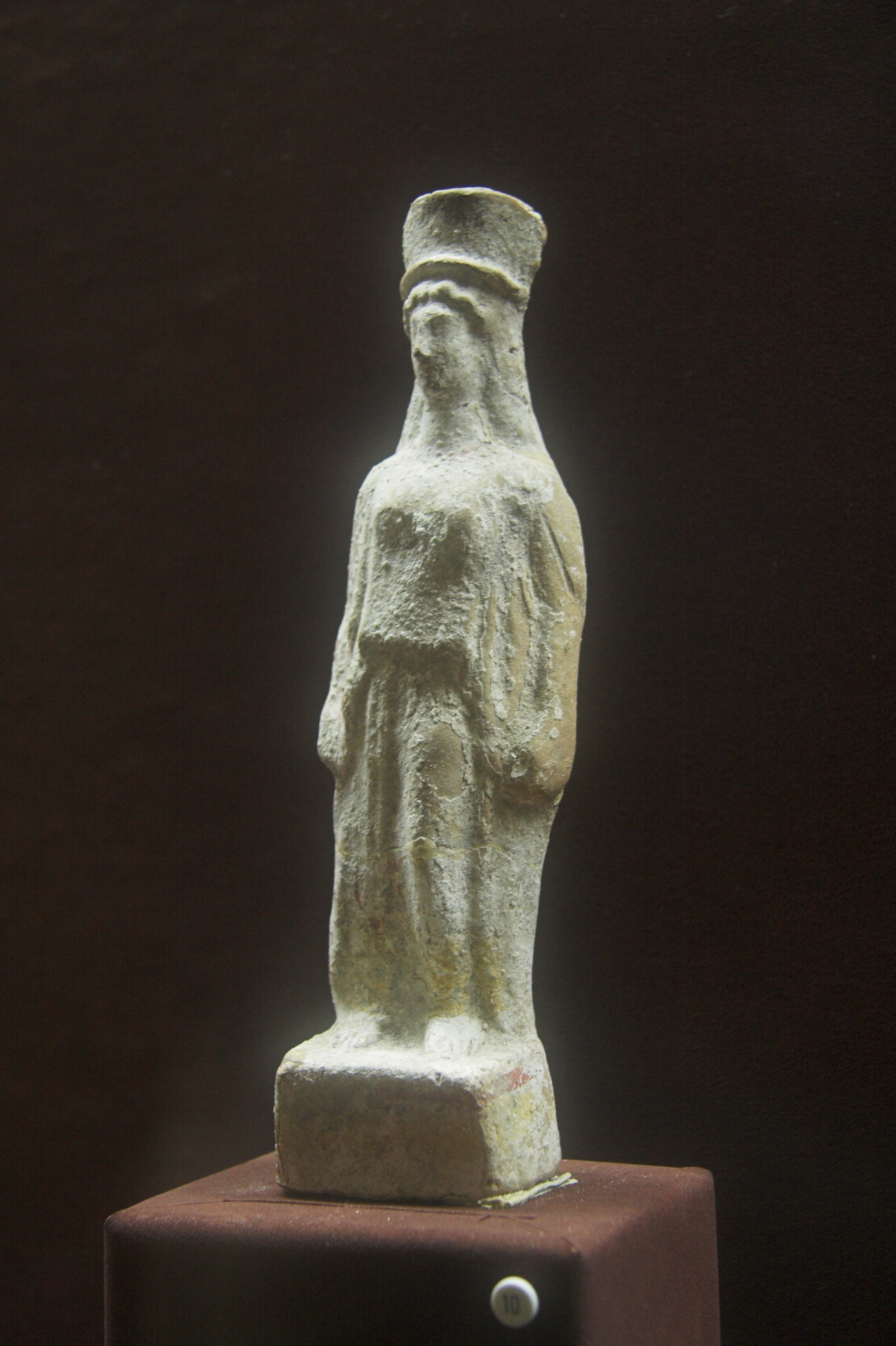
Figurilla femenina de terracota del siglo V a. C.
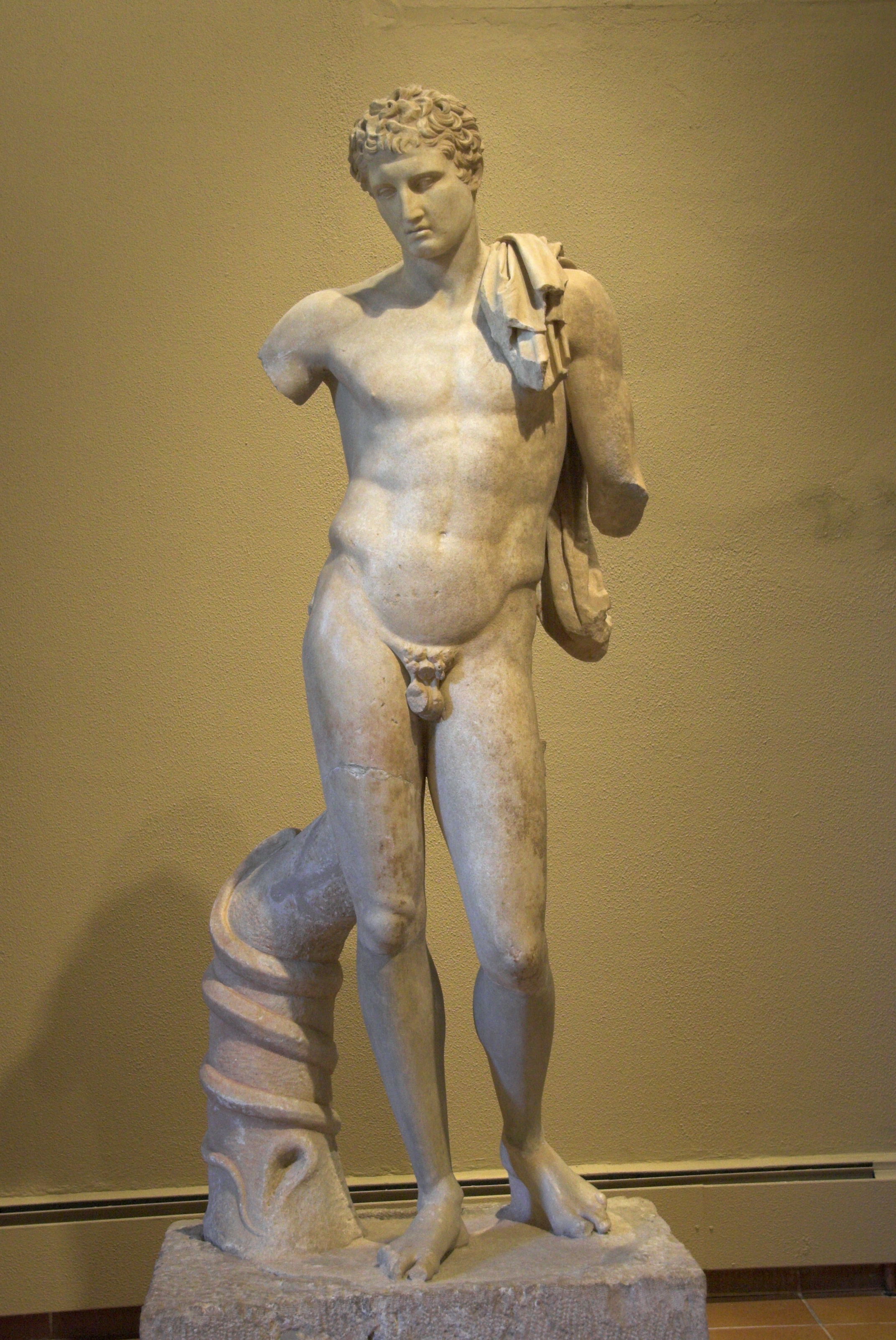
Estatua de Hermes, copia de época romana de una estatua clásica de Praxíteles.
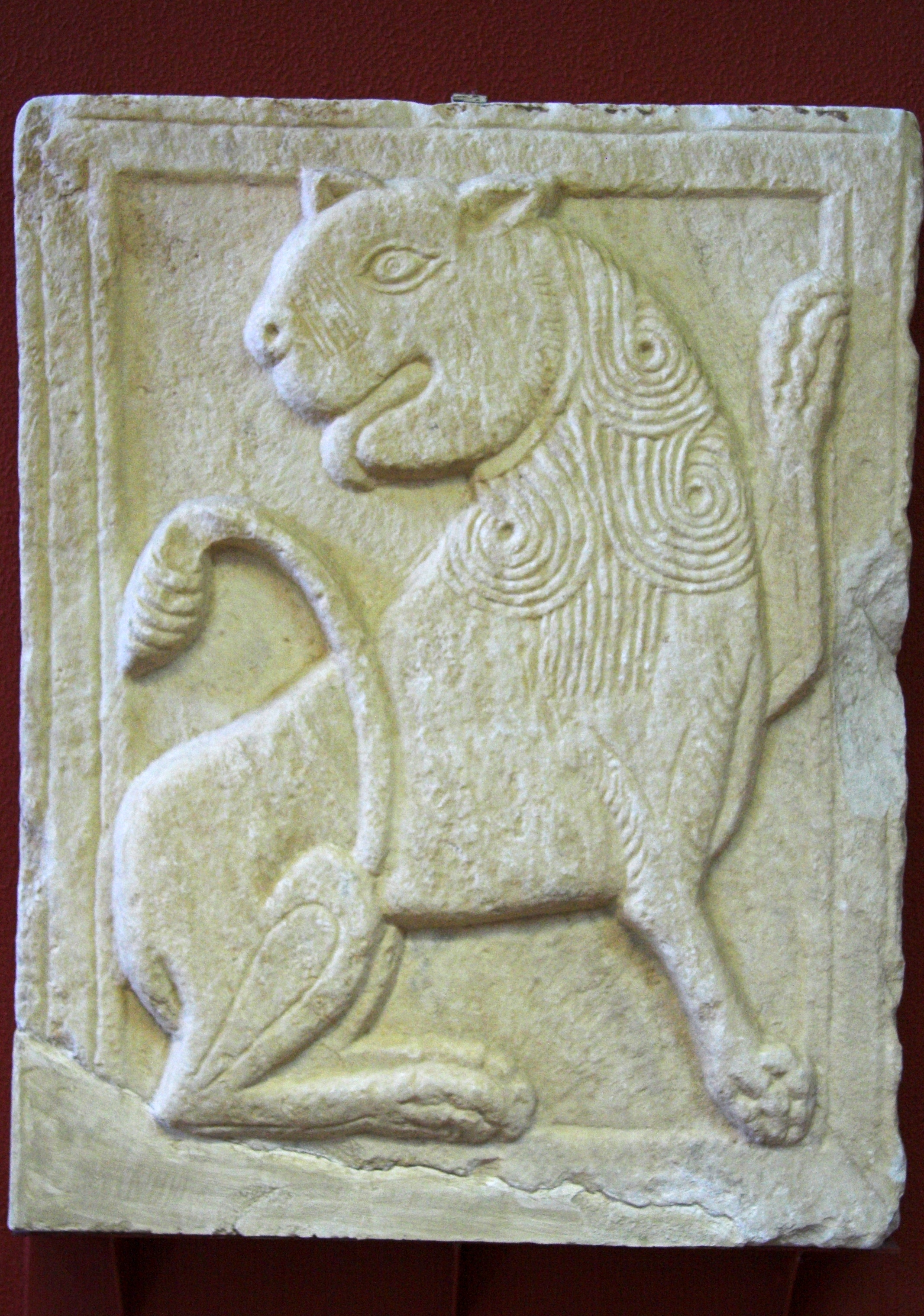
Relieve de mármol del periodo bizantino (siglos IX o X).